# Luis Echeverría Álvarez
Luis Echeverría Álvarez va néixer a la ciutat de Mèxic el 17 de gener de 1922; fou president constitucional de Mèxic l'1 de desembre de 1970 al 30 de novembre de 1976.
Luis Echeverría va obtenir el títol d'advocat per part de la Universitat Nacional Autònoma de Mèxic. Va ser secretari particular del general Rodolfo Sánchez Taboada, president del Partit Revolucionari Institucional, on va ocupar les funcions de secretari de premsa i oficial major. Des de 1958 es va convertir en un col·laborador proper de Gustavo Díaz Ordaz, qui en assumir la presidència el va nomenar secretari de Governació. Posteriorment, va guanyar les eleccions de 1970. Durant el seu sexenni el model econòmic basat en el desenvolupament estabilitzador va arribar a la seva fi i Mèxic va entrar en crisi. Luis Echeverría va mantenir la política de mà dura contra els opositors al règim reprimint a estudiants i implementant la guerra bruta contra els moviments armats clandestins. Per altra banda, la política exterior es va caracteritzar per la seva relativa autonomia enfront dels Estats Units. Al terme del seu govern va ser designat representant de Mèxic en la UNESCO i després ambaixador a Austràlia. També va formar part del Centre d'Estudis Econòmics i Socials del Tercer Món.